# Paradoxopsyllus curvispinus
Paradoxopsyllus curvispinus är en loppart som beskrevs av Miyajima et Koidzumi 1909. Paradoxopsyllus curvispinus ingår i släktet Paradoxopsyllus och familjen smågnagarloppor. Inga underarter finns listade i Catalogue of Life.